# اضطراب الإشباع
اضطراب الإشباع أو الاستمناء الطفلي أو الاستمناء الوليدي هو شكل نادر من سلوكيات تحفيز الأطفال أو الرُضع لأعضائهم التناسلية، ويتفق معظم أطباء الأطفال على أنه سلوك طبيعي وشائع في الأطفال في مرحلة ما من طفولتهم، ولا يصنف على أنه اضطراب إلا عندما يُصبح عادة مستمرة، وغالبًا ما يتم تشخيص اضطراب الإشباع بشكل خاطئ على أنه نوبة صرعية، الأمر الذي قد يتطلب إجراء اختبارات وتدخلات غير ضرورية، ويجب استبعاد احتمالية حدوث اعتداء جنسي على الطفل.

## العلامات والأعراض
يتمثل سلوك اضطراب الإشباع في قيام الطفل بإحداث حك إيقاعي لأعضائه التناسلية باستخدام اليدين أو حكها بأي شيئ آخر، وقد يصحب ذلك شد الرجلين أو تقاطعهما، وشرود النظر وتورد الوجه وتعرق وشخير وحركات جسدية غير منتظمة، وتختلف مدة ممارسة سلوك اضطراب الإشباع من 5 إلى 10 دقائق، وقد تمتد لتصل إلى 40 دقيقة، كما يختلف معدل تكراره، فتتراوح من عدة مرات خلال يوم واحد لمرة واحدة أسبوعيًا، ويقل هذا السلوك بتقدم العمر.

## التشخيص
قد يصعب على الوالدين التعرف على سلوك اضطراب الإشباع عند الطفل نظرا لأن تحفيز الطفل لأعضائه التناسلية لا يكون واضحا لهما بشكل جلي، كما قد يُؤدي عدم التعرف على اضطراب الإشباع وتشخيصه بشكل صحيح إلى تعريض الطفل لفحوصات طبية غير ضرورية، أو وصف أدوية مضادة للنوبات الصرعية يكون لها بعض الآثار الجانبية الضارة والغير ضرورية.

### التشخيص التفريقي
يتنوع سلوك اضطراب الإشباع من طفل لآخر، ولا يتضمن دائمًا التحفيز المباشر والواضح للأعضاء التناسلية، وقد تتشابه الحركات التي يقوم بها الطفل مع بعض حركات المصاحبة للنوبات الصرعية، ونوبات خلل التوتر، وخلل الحركة، واضطرابات الجهاز الهضمي وآلام المعدة،
 على الرغم من اختلاف المظهر الدقيق لكل منهم، لذا يعتمد التمييز بين اضطراب الإشباع وبين هذه الأمراض على الملاحظة المباشرة، فالطفل أثناء ممارسة سلوك اضطراب الإشباع يكون مدركا للوسط المحيط به، ويستجيب لمن حوله، ويُمكن تشتيت انتباهه وإلهاؤه عن هذا السلوك، كما أن الفحص الجسدي له يكون طبيعيا.

## متنوعات
- تم إلقاء الضوء على هذا الخلل في الجزء الثاني من حدث Euphoria في المسلسل الدرامي الطبي المعروض على التلفاز هاوس، والذي يقوم فيه البطل الرئيسي د. جريجوري هاوس، بتشخيص الأعراض في فتاة عصبية قبل مرحلة الدراسة.